# Vinckekanal

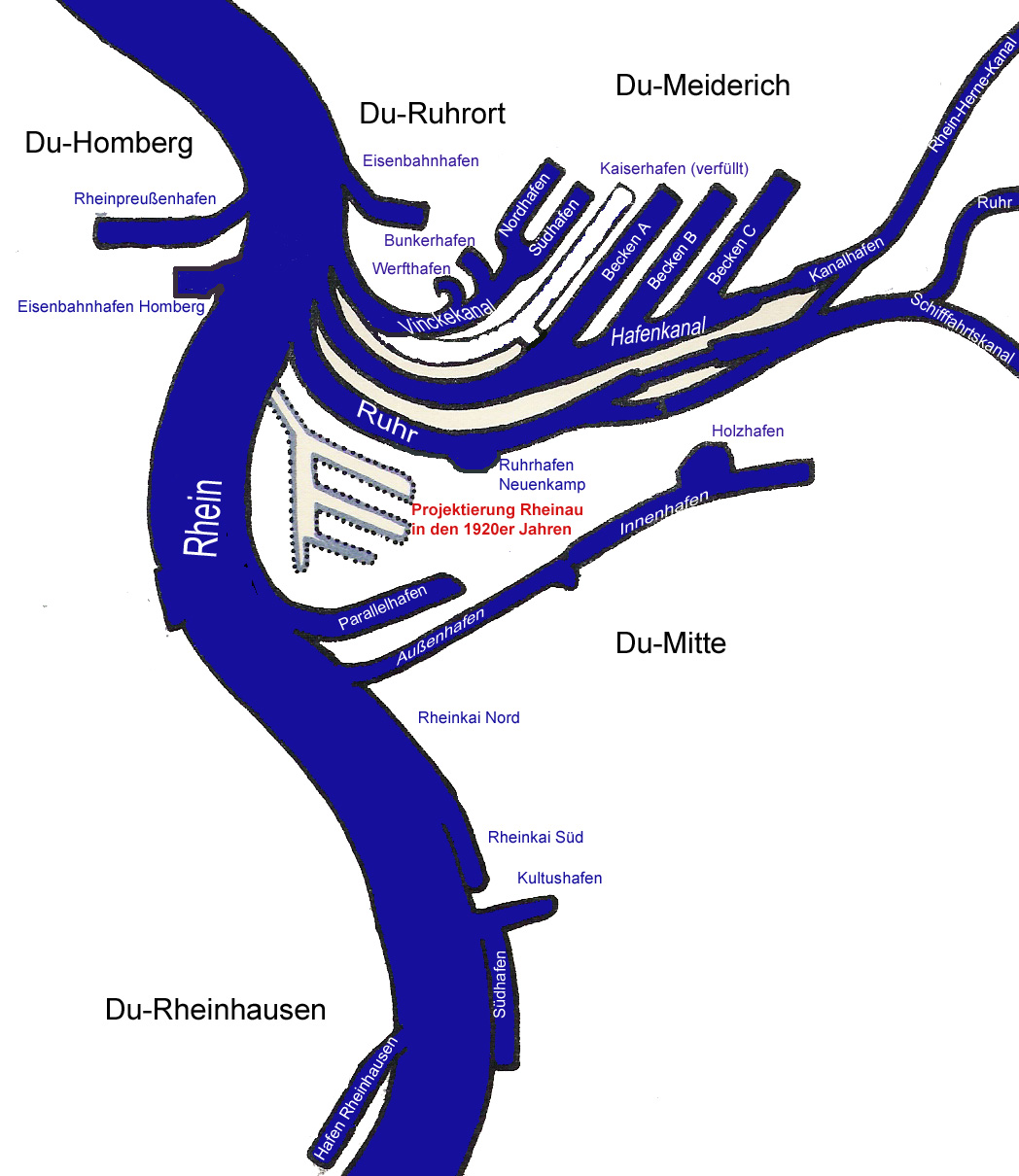
Wasserstraßen in Duisburg

Der Vinckekanal ist ein Hafenkanal in Duisburg-Ruhrort. Er verbindet den Rhein mit dem Ruhrorter Freihafengelände.

## Geschichte
Der Vinckekanal ist nach Ludwig Freiherr von Vincke benannt, der 1813 Zivilgouverneur zwischen Weser und Rhein und 1816 Oberpräsident der Provinz Westfalen und Direktor der Ruhrschifffahrtsverwaltung wurde. Er hatte diese Verwaltungsämter fast dreißig Jahre inne.

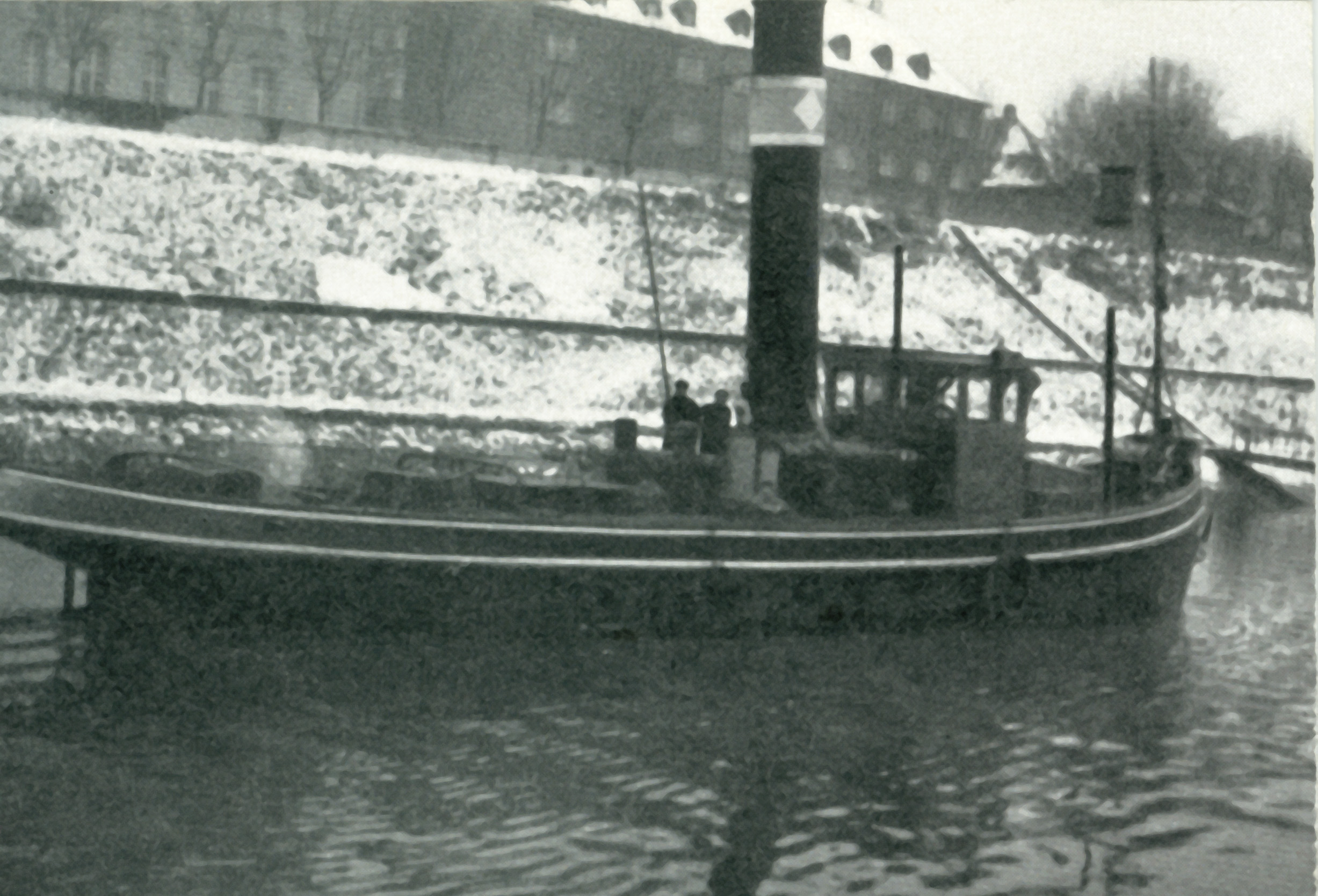
Dampfschlepper Halcyon ca. 1940 im Vinckekanal Höhe Krausstraße 61

Der Kanal entstand durch einen Umbau des Ruhrorter Hafens kurz vor dem Ersten Weltkrieg. 1914 wurde der ovale Inselhafen größtenteils zugeschüttet, der verbleibende nördliche Rest ist der heutige Werfthafen. Schleusenhafen und Hafenmund wurden ebenfalls in den Ausbau des Vinckekanals einbezogen. Zum Umbau gehörte auch die Verbindung zum Rhein-Herne-Kanal, wodurch die Häfen einen Anschluss an das westdeutsche Kanalnetz bekamen. In dieser Ausbauphase war die Uferböschung schmaler als heute und nur mit geschütteten Bruchsteinen befestigt.  An den Liegeplätzen lagen Schleppkähne oft in Sechserreihen aneinander und ließen nur einen schmale Durchfahrt. In der Umgebung der Schifferbörse waren die Liegeplätze der Dampfschlepper, die ebenfalls in mehreren Reihen und meist nach Reederei sortiert festmachten. Hier herrschte bei der allmorgendlichen Verteilung der Aufträge großes Gedränge. Nach dem Ende der Schleppschifffahrt fanden hier Motorschiffe und später Schubschiffe ihren Liegeplatz.
1983 wurde der Vinckekanal nochmals ausgebaut und zunächst probeweise die Schubschifffahrt mit sechs Leichtern zwischen den Häfen Rotterdam und Duisburg-Ruhrort erlaubt, die dann 1987 genehmigt wurde. Beim Ausbau wurde die Uferböschung neu befestigt. 1984 wurden das im Südhafen gelegene erste Containerterminal und die Roll-on-roll-off-Anlage am Ende des Vinckekanals in Betrieb genommen. 1996 bis 1997 wurde der Kaiserhafen verfüllt, die Einmündung lag bis dahin kurz vor der Hafenfeuerwache. 2007 bis 2008 wurde der Nordhafen verfüllt und als Umschlagfläche für den Freihafen zur Verfügung gestellt, der Vinckekanal führt damit nur noch in den Südhafen.

## Gelände

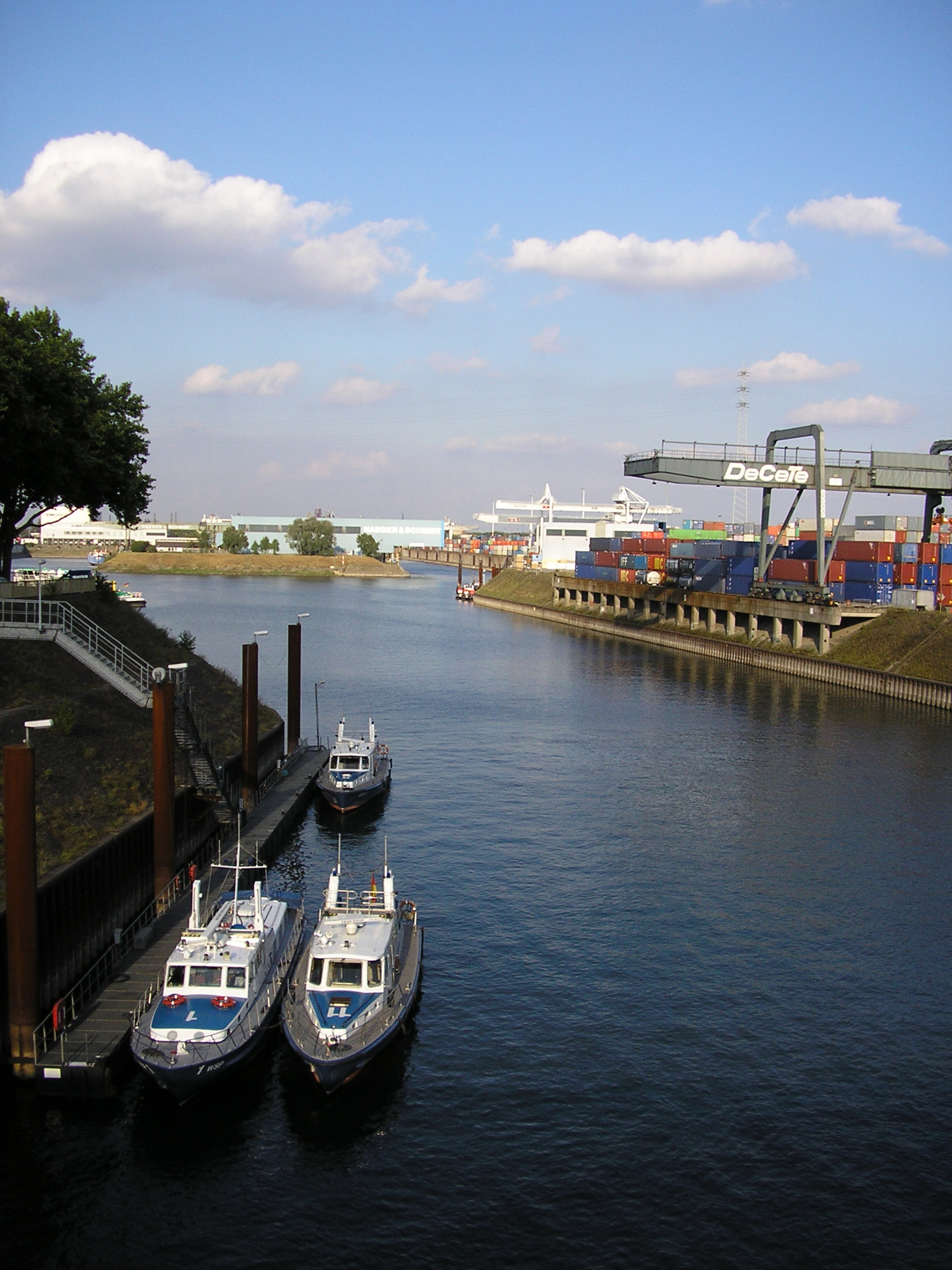
Blick über die Boote der Wasserschutzpolizei zum Südhafen

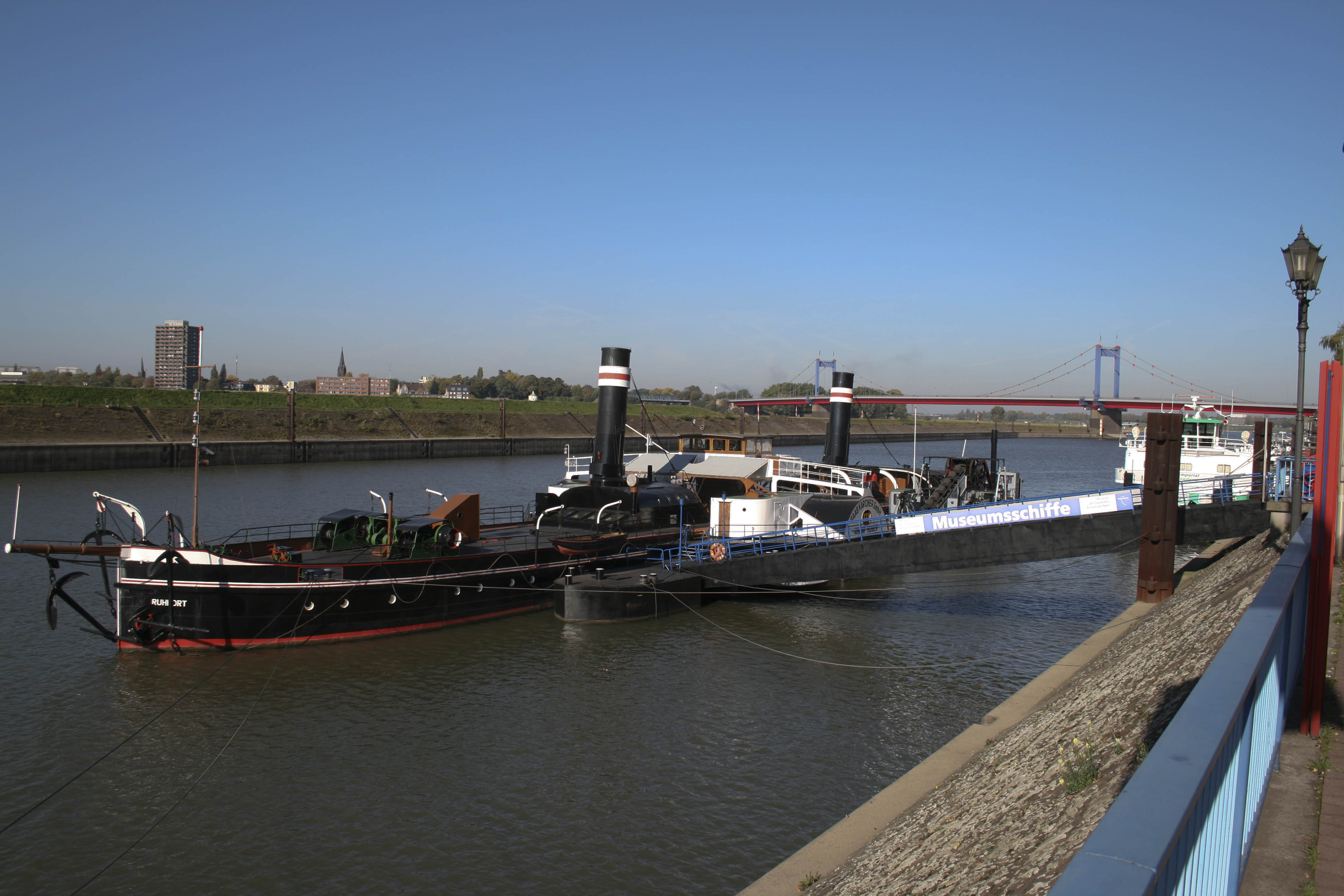
Schleppdampfer „Oscar Huber“

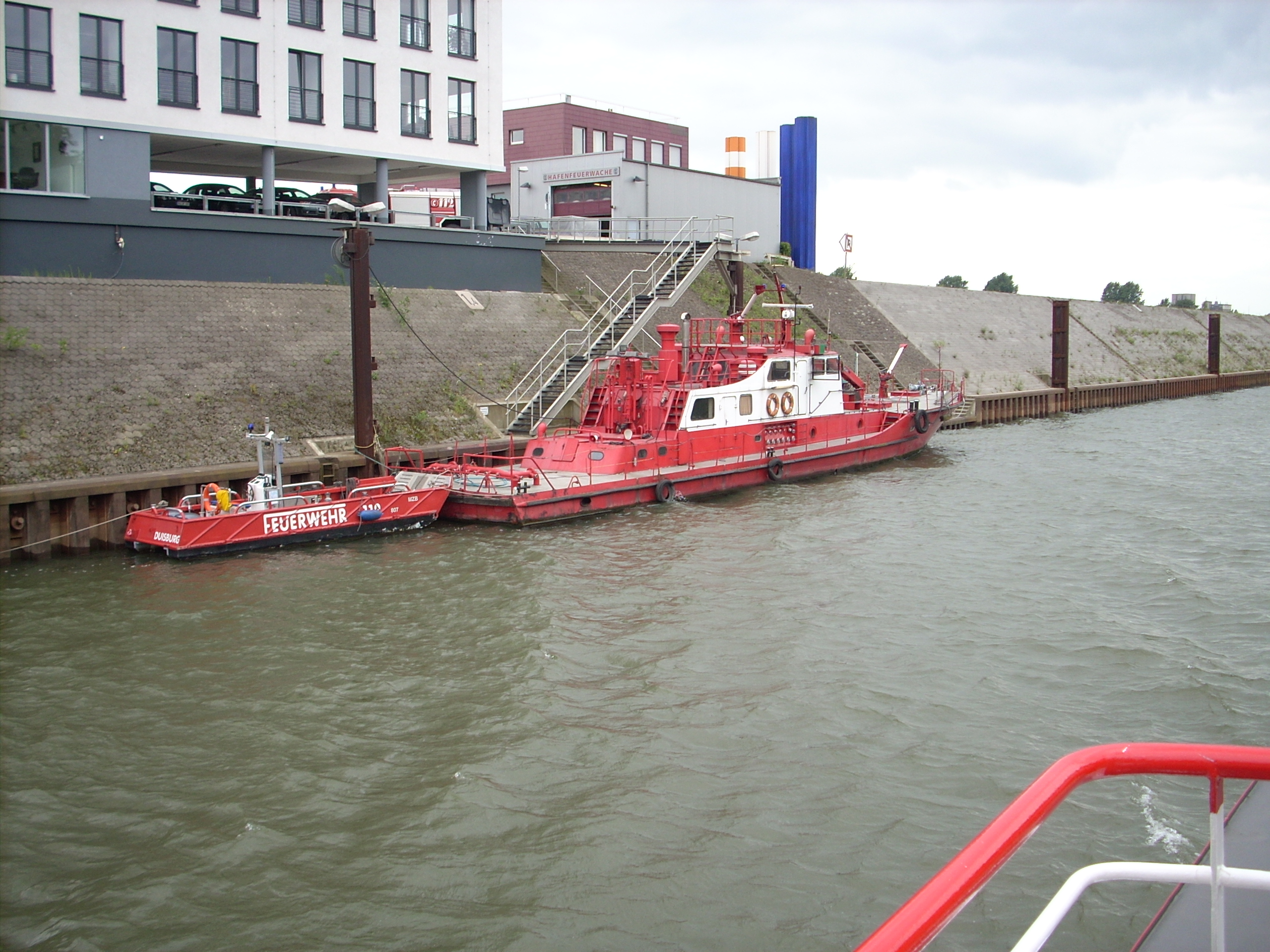
Hafenfeuerwache

Der Vinckekanal beginnt heute am Hafenmund südlich der Mühlenweide unter der Friedrich-Ebert-Brücke. Auf der Ruhrorter Seite befinden sich zunächst verschiedene Kunstwerke, unter anderem ein Turm aus Schiffsschrauben. Danach folgt der Turm der Hafenmeisterei der Duisburger Hafen AG mit der markanten Pegelanzeige. In den Gebäuden zwischen Pegel und Krausstraße befinden sich verschiedene Binnenschifffahrts- und andere Unternehmen. An der Schifferbörse liegt das Museumsschiff „Oscar Huber“ des weiter nördlich im Eisenbahnhafen gelegenen Museums der Deutschen Binnenschifffahrt. Vor der Brücke der Ruhrorter Straße liegt das Tausendfensterhaus, danach die Wache der Wasserschutzpolizei unmittelbar an den Resten des Werfthafens. Nach dem Bunkerhafen mündet der Kanal in das Freihafengelände, das aus dem zugeschütteten Nord- und dem ausgebauten Südhafen besteht.
Auf der anderen Seite des Kanals beginnt an einem Stützpfeiler der Friedrich-Ebert-Brücke die ehemalige Speditionsinsel, heute Mercatorinsel genannt, die mit Unterstützung des Unternehmens Haniel zu einer neuen Kulturinsel ausgebaut werden soll. An ihrer Spitze führt eine Treppe von der Friedrich Ebert Brücke auf die Insel. Seit 2016 thront hier die Skulptur „Das Echo des Poseidon“, die vor allem bei Ruhrortern umstritten ist, unter anderem weil sie dem Hafen und Ruhrort das Hinterteil zudreht. Manche glauben in dem Gesicht des Meeresgottes die Züge von Gerhard Schröder zu erkennen, der die Skulptur enthüllte und ein Freund des Künstlers war. Weiter südlich folgt die Hafenfeuerwache mit der Anlegestelle für die Feuerwachboote.
Verschiedene Unternehmen und Institutionen haben sich im weiteren Verlauf des Kanals angesiedelt, unter anderem ein Stützpunkt des Malteser Hilfsdienstes. Nach der Brücke der Ruhrorter Straße folgt die Zentrale der Duisburger Hafen AG sowie Containerflächen und Verladeanlagen. Beide Seiten des Kanals sind als Liegeplätze und Hochwasserschutz ausgelegt.